# Guerra croata-bosniana
La guerra croata-bosniana o conflicte de Herzeg-Bòsnia va ser un breu conflicte entre la República de Bòsnia i Hercegovina i l'autoproclamada i secessionista Comunitat Croata de Herzeg-Bòsnia, al seu torn secundada per la República de Croàcia, que va transcórrer entre el 19 de juny de 1992 al 23 de febrer de 1994.
Sovint es coneix com una "guerra dins d'una guerra" perquè va formar part de la guerra de Bòsnia. Al principi, l'Exèrcit de la República de Bòsnia i Hercegovina i el Consell de Defensa de Croàcia van lluitar junts en una aliança contra l'Exèrcit Popular Iugoslau (JNA) i l'Exèrcit de la República Srpska (VRS). A finals de 1992, però, les tensions entre bosnians i croats bosnians van augmentar. Els primers incidents armats entre ells es van produir l'octubre de 1992 al centre de Bòsnia. L'aliança militar va continuar fins a principis de 1993, quan es va trencar majoritàriament i els dos antics aliats es van involucrar en un conflicte obert.
La guerra croato-bosnia es va intensificar al centre de Bòsnia i aviat es va estendre a Hercegovina, amb la major part dels combats en aquestes dues regions. La guerra consistia generalment en conflictes esporàdics amb nombrosos altos el foc breus. Tanmateix, no va ser una guerra total entre bosnians i croats i es van mantenir aliats en altres regions, principalment Bihać, Sarajevo i Tešanj. La comunitat internacional va proposar diversos plans de pau durant la guerra, però tots van fracassar. El 23 de febrer de 1994 es va acordar un alto el foc durador i un acord que posava fi a les hostilitats es va signar a Washington el 18 de març de 1994, moment en què el Consell de Defensa de Croàcia va tenir importants pèrdues territorials. L'acord va comportar l'establiment de la Federació de Bòsnia i Hercegovina i la represa de les operacions conjuntes contra les forces sèrbies, que van ajudar a alterar l'equilibri militar i posar fi a la guerra de Bòsnia.
El Tribunal Penal Internacional per a l'antiga Iugoslàvia (TPIY) va condemnar 17 funcionaris croats bosnians, sis d'ells per participar amb el president croat Franjo Tuđman i altres alts funcionaris croats en una empresa criminal conjunta que pretenia annexionar o controlar parts de Bòsnia i de majoria croata. Hercegovina, i netejar ètnicament els bosnians. Dos oficials bosnians també van ser condemnats per crims de guerra comesos durant el conflicte. El TPIY va dictaminar que Croàcia tenia el control general sobre el Consell de Defensa de Croàcia i que l'exèrcit croat havia entrat a Bòsnia, fet que va internacionalitzar el conflicte.